# 南京大学天文与空间科学学院
南京大学天文与空间科学学院是由南京大学天文学与空间科学的组成院系，2011年由南京大学天文系扩建而成。

## 历史沿革
南京以現南京大學産學科研基地欽天山北極閣爲基地，自南朝以來便是重要的天文觀測和研究中心；民國時天文基地由北極閣移至紫金山，開創中國現代天文研究。南朝宋代時在雞籠山（欽天山）山頂建司天台（日觀台），陳代設靈台候樓，明朝洪武十八年建欽天台；何承天、祖沖之等人曾先後在此從事天文觀測研究。民國16年，在北極閣籌建中央研究院觀象臺，分設天文、氣象兩研究所，同時天文研究所另覓新址，次年選址鐘鼓樓（鼓樓）；民國20年，中央研究院天文研究所遷至紫金山（紫金山天文臺）。
南京大学开办天文学科可以追溯到南京高等师范学校和国立东南大学时期算学系附设的天文组、国立中央大学时期物理系天文组。
民國16年，算學系學生李銳夫編著的《日球與月球》一書由商務印書館出版，爲中國現代理論天文學的早期著作之一；次年編著《太陽系》，被認爲是描寫太陽系的最詳盡之作。
民國18年（1929年），天文学家张钰哲回国来校执教。民國30年（1941年）9月21日，中央大學兼任教授、中央研究院天文研究所所長张钰哲領導李國鼎等八人在甘肅臨洮進行了中國近現代史上第一次有組織的日全食觀測，中大理学院研究生高淑哿（通嘉）協助觀測工作並負責護運中央大學用於天文觀測之精密儀器。
1952年，广州中山大学天文学系（包括教师赵却民、容寿铿、李春生和萧云等）和济南齐鲁大学天文算学系（教师程廷芳、苗永宽和许邦信等）迁往南京大学，合并成立为南京大学天文学系，时为全国唯一的天文系。
2011年，南京大学天文系扩建成南京大学天文与空间科学学院，预期远景为一个国际的天文学教学和科研中心。

## 历任领导
曾任南大天文系（学院）系主任（院长）的有赵却民、戴文赛、曲钦岳、苗永宽、卢央、刘林、方成、黄天衣、周济林等人。现任院长为李向东。

## 现况概览

### 专业设置
本科专业
- 天文学

博士及硕士研究生专业
- 天体物理
- 天体测量与天体力学
- 空间科学与技术

### 研究机构
- 南京大学天体物理研究所
- 南京大学空间环境与航天动力学研究所
- 南京大学天文资料分析与计算物理实验室
- 南京大学天文学中心实验室
- 南京大学太阳塔实验室
- 南京大学非线性科学中心
- 南大善邻GPS应用开发中心
- 现代天文与天体物理教育部重点实验室
- 南京大学深空探测实验室

### 其它
南京大学天文学系拥有中国最大最先进的教学天文台、中国唯一的太阳塔望远镜。

## 院友
南京大学天文系/天文与空间科学学院因向中国天文学界输送了大量人才被誉为中国天文学界的“黄埔军校”。
- 李启斌，天文学家，天文科普教育家。也是北京天文台选址建设的重要参与者[3]。1987年至1998年连任三届北京天文台台长，先后于1989、1995年出任两届中国天文学会理事长
- 苏定强，天文学家，参与、领导研制了多种天文望远镜、天文仪器，中国科学院院士
- 李济生，人造卫星轨道动力学专家。被称为太空“牧星人”，太空“中国轨道”创建人[4]
- 章振大，太阳物理学家，南京大学教授
- 胡宁生，天文仪器专家，第六、七届全国人大代表，胡兰成之子
- 孙义燧，天体力学家，中国科学院院士
- 刘林，天体力学家、航天器轨道力学专家
- 冯和生，天文学家，曾任中国科学院云南天文台台长
- 吴守贤，天文学家，曾任中国科学院西安分院院长
- 卢央，天文史学家，曾任南京大学天文系系主任
- 万同山，天文学家，中国科学院上海天文台研究员
- 金文敬，天体测量学家，中国科学院上海天文台研究员
- 黄坤仪，天文学家，中国科学院紫金山天文台研究员
- 冒蔚，天体测量学家，中国科学院云南天文台研究员
- 徐培源，射电天文学家，曾任上海科技大学电子物理研究所所长
- 彭秋和，天体物理学家，南京大学教授
- 黄克谅，天体物理学家
- 蒋世仰，天体物理学家
- 许胤林，天体物理学家，中国科学院紫金山天文台研究员
- 黄长春，天体物理学家，中国科学院紫金山天文台研究员
- 陈道汉，行星物理学家，中国科学院紫金山天文台研究员
- 漆贯荣，天体测量学家，曾任中国科学院陕西天文台台长
- 何妙福，天体力学家，曾任中国科学院上海天文台副台长
- 张培瑜，天文史学家，中国科学院紫金山天文台研究员
- 陈久金，天文史学家，曾任中国科学院自然科学史研究所副所长，中国科学技术史学会副理事长
- 蒋栋荣，射电天文学家，中国科学院上海天文台研究员
- 卞毓麟，天文学家，科普作家
- 严俊，天文学家，曾任中国科学院国家天文台台长，中国科学院探月工程总体部首席科学家、月球应用科学首席科学家
- 赵刚，天文学家，曾任中国天文学会理事长，中国科学院国家天文台副台长
- 杨戟，天文学家，曾任中国科学院紫金山天文台台长，“分子云与恒星形成研究团组”首席研究员和青海德令哈观测基地首席科学家
- 许敖敖，天文学家，曾任南京大学副校长，澳门科技大学校长
- 夏志宏，天体力学家，数学家
- 佘振苏，流体力学家
- 王青德，天体物理学家
- 樊晓晖，天体物理学家
- 孙小淳，天文史学家
- 商朝晖，天文学家，中国科学院国家天文台南极天文首席科学家
- 江晓原，科学史学家，上海交通大学教授，曾任中国科学技术史学会副理事长
- 钮卫星，天文史学家，中国科学技术大学教授
- 朱进，天文科普专家，北京天文馆馆长
- 赵永恒，天文学家，中国科学院国家天文台研究员
- 戴子高，天体物理学家，南京大学教授，中国科学技术大学教授
- 王娜，天文学家，现任中国科学院新疆天文台台长
- 赵长印，天文学家，现任中国科学院紫金山天文台台长、党委书记
- 白金明，天体物理学家，现任中国科学院云南天文台台长、党委书记
- 冯珑珑，天体物理学家

## 相关小行星
以曾在该学院工作和学习的人物命名的小行星有：
- 戴文赛星
- 曲钦岳星
- 苏定强星
- 方成星
- 孙义燧星
- 陆埮星
- 刘林星
- 许敖敖星
- 傅海星
- 南大天文学子星